# Lege chimică
O lege chimică  reprezintă o lege a naturii cu caracter relevant în domeniul chimiei. Conceptul fundamental al chimiei este legea conservării masei, considerând ca nu există nici o schimbare detectabilă a cantității de materie în timpul unei reacții chimice obișnuite. 